# ألجرو
ألجرو (Allegro) هي مكتبة برمجية مفتوحة المصدر مصممة لتطوير ألعاب الكمبيوتر، مع وظائف مثل الرسومات ثنائية الأبعاد البسيطة، معالجة الصور، إخراج النصوص، إخراج الصوت، موسيقي MIDI، الإدخال، والعدادات. تعمل المكتبة على منصةدوس، مايكروسوفت ويندوز، وماك أو.إس عشرة، ونظائر يونكس مع أو بدون نظام النوفذة س. كما توجد نسخة منفصلة لأميجا أو إس. كتبت المكتبة بلغة سي.
وهي مطورة للاستخدام بلغتي سي وسي++، ويمكن للمكتبة التعامل مع الرسوم ثلاثية الابعاد بشكل محدود.

## وصلات خارجية
- ألجرو على موقع Free Software Directory (الإنجليزية)
- ألجرو على موقع SourceForge (الإنجليزية)
- الموقع الرسمي